# 乌斯塔罗斯
乌斯塔罗斯（西班牙語：Uztárroz）是西班牙纳瓦拉的一个市镇。总面积58平方公里，总人口242人（2001年），人口密度4人/平方公里。